# Pietro Gradenigo

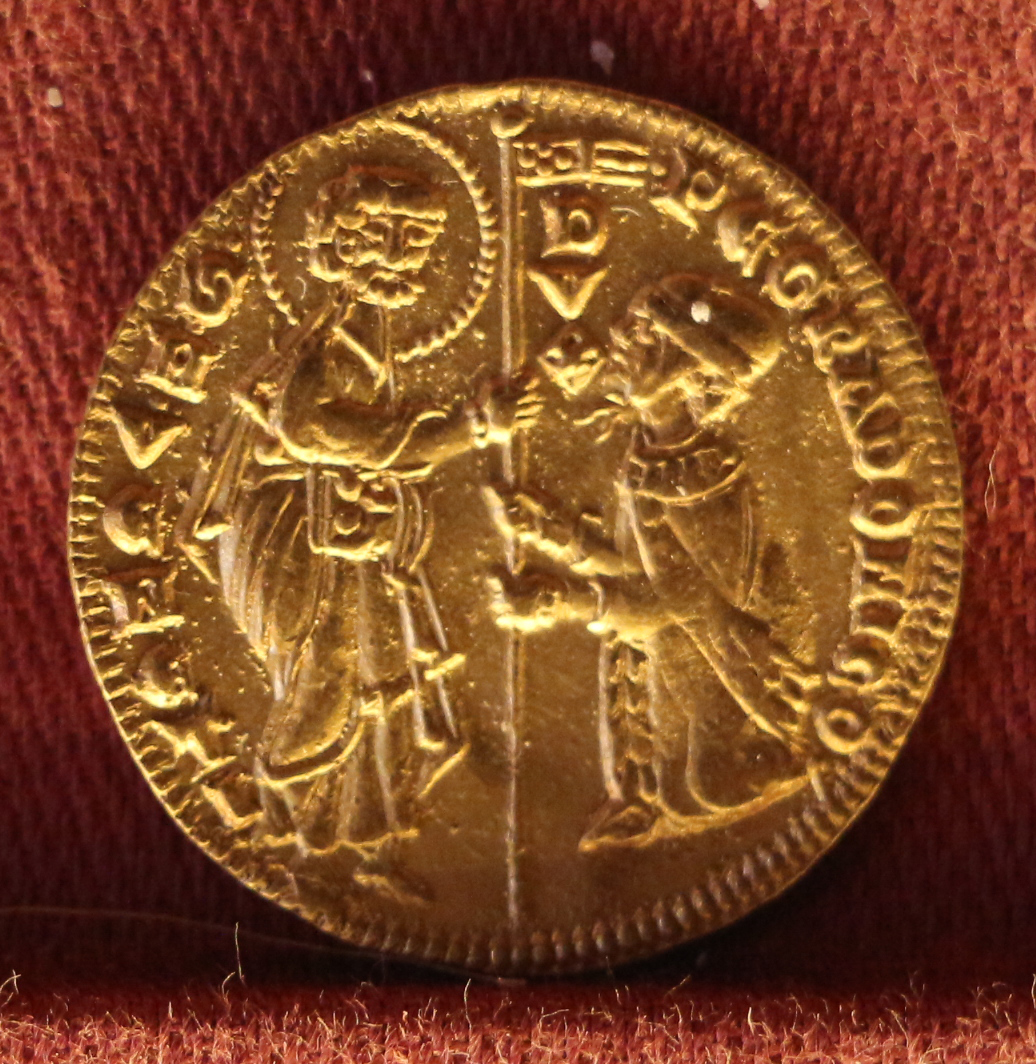
Zur Zeit des Dogen Pietro Gradenigo (1289–1311) geprägter Zecchino; der Doge kniend vor dem Evangelisten Markus, dem Schutzpatron Venedigs

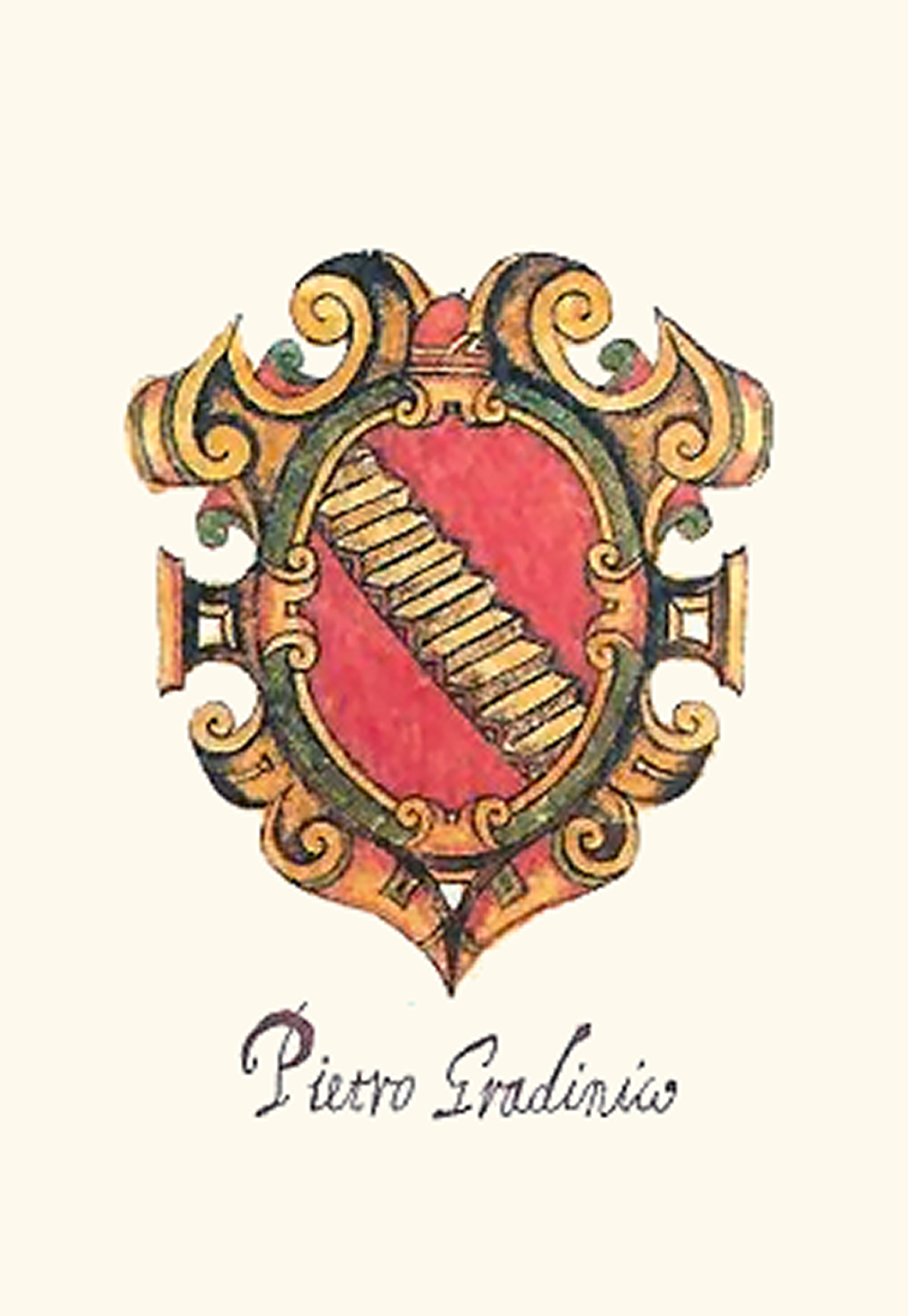
Wappen des „Pietro Gradinico“ nach den Vorstellungen des frühen 17. Jahrhunderts

Pietro Gradenigo (* Ende 1250/Anfang 1251 in Venedig; † 13. August 1311 ebenda) war, folgt man der Zählweise der staatlich gesteuerten Geschichtsschreibung der Republik Venedig, ihr 49. Doge. Er regierte von seiner Wahl am 25. November 1289, bzw. von seiner Amtsübernahme am 3. Dezember, bis zu seinem Tod.
Gradenigo betrieb unter drastischer Gewaltanwendung gegen Aufständische eine Reihe von Reformen im politischen und wirtschaftlichen System der Stadt. Diese Reformen wirkten sich zugunsten einer kleinen Gruppe von Familien aus, die das Regiment der Stadt fortan führten. Die serrata, die Abriegelung des Großen Rates gegen Aufsteiger, wurde beschlossen und der Rat der Zehn als juristisches Organ der Strafverfolgung gegen Aufständische eingerichtet, ohne selbst strikt an gesetzliche Vorgaben gebunden zu sein. Er blieb bis zum Ende der Republik 1797 in Funktion und zog nach und nach immer mehr politische Kompetenzen an sich, um zeitweise beinahe den Kern der Macht darzustellen. Außerdem wurde unter Gradenigo das Arsenal erweitert, die Basis der venezianische Flotte; diese hatte 1298 eine schwere Niederlage gegen Genua hinnehmen müssen. Der Doge geriet außenpolitisch in langwierige Konflikte mit Papst Clemens V. und starb als Exkommunizierter.

## Familie
Die Gradenigo gehörten zu den bedeutendsten und ältesten, den so genannten apostolischen Familien Venedigs. Pietro Gradenigo war der erste Doge aus der Familie. Es folgten Bartolomeo Gradenigo (1339–1342) und Giovanni Gradenigo (1355–1356). Ludovica Gradenigo war mit dem Dogen Marino Falier verheiratet.
Pietro, auch Perazzo genannt, war einer der beiden Söhne des Marco di Bartolomeo, und, folgt man dem Genealogen Marco Barbaro, einer Angehörigen der Querini. Der Name der Mutter ist jedoch nicht überliefert. Wahrscheinlich war sein Bruder Marino der ältere. Er wurde der Vater des Dogen Giovanni. Ob Pietro auch Schwestern hatte, ist nicht überliefert. Über seine Jugend und Ausbildung, seinen frühen Werdegang, ist nichts bekannt.
Zu einem unbekannten Zeitpunkt heiratete Pietro Gradenigo Tommasina Morosini, Schwester des Giovanni und Nichte der Tomasina. Letztere war die Ehefrau König Stefans von Ungarn und Mutter Andreas III., der Venezianer genannt.
Das Paar hatte zahlreiche Kinder, von denen die Genealogen Bertucci, Giacomo, Paolo, Marco und Nicolò nennen, hinzu kamen die Töchter Belluzza, Beriola, Engoldisa, Caterina und Isabetta, auch Anna genannt. Keinem der Söhne gelang es, einen der höchsten Posten in der Republik Venedig zu erlangen. Nicolò, genannt Nicoletto, war 1314 als Gesandter in Treviso, zusammen mit Enrico Dolfin, um Venedigs Glückwünsche zur Wiedererlangung der kommunalen Freiheit zu übermitteln – Nicolettos Tochter Aluica heiratete 1335 den späteren Dogen Marino Falier. Marco wurde Podestà von Padua in den Jahren 1319 bis 1320. Bertucci starb noch vor seinem Vater und erhielt ein feierliches Staatsbegräbnis. Den Vater überlebten nur die Söhne Marco und Nicolò, denn sie wurden in seinem Testament vom 14. September 1309 als Sachwalter erwähnt. Caterina wurde Nonne in S. Lorenzo, Isabetta heiratete in zweiter Ehe Giacomo da Carrara (um 1310). Als nicht gesichert gilt die Behauptung, der Doge habe in hohem Alter noch einmal geheiratet, nämlich eine Agnese Zantani. Dagegen spricht, dass ihr Name nicht in seinem Testament erscheint.

## Leben

### Ämterlaufbahn
Gradenigo war zwar insgesamt fünfmal Galeerenkommandant und mehrmals Gesandter, hatte aber noch kein hohes politisches Amt bekleidet. Zum Zeitpunkt seiner Wahl war er Podestà von Capodistria.
Erstmals 1269, dann wieder 1270 und 1276 saß er im Großen Rat. In der Venetiarum historia heißt es zwar, Pietro Gradenigo habe 1272 bis 1273 die Landtruppen im Kampf mit Bologna kommandiert, doch war dies vermutlich sein Vater.
Er gehörte in jedem Falle der Gesandtschaft an, die 1274 zum Abschluss eines Friedensvertrages nach Bologna entsandt wurde. Zu dieser Gesandtschaft gehörten auch Giacomo Dandolo (oder Dondulo), Giovanni Tiepolo, Girardo Morosini, Giovanni Donà, Giovanni Canal und Raffaele Bettonio.
1279 wurde er gemeinsam mit Tommaso Querini und Ruggero Morosini als Provisore nach Istrien gesandt, um dort die venezianische Herrschaft zur Geltung zu bringen. Ihren Instruktionen folgten die drei Männer mit besonderer Härte. Auf der Halbinsel wurde Gradenigo Anfang der 1280er Jahre Podestà von Capodistria, ein Amt, das er erneut unmittelbar vor seiner Wahl zum Dogen erlangte. Sicher vor 1285 wurde er zum Podestà von Caorle, wo vor allem der Schmuggel mit Salz, der ein venezianisches Staatsmonopol darstellte, von erheblicher Bedeutung war. 1285 bis 1286 und erneut 1288 bis 1289 saß er im Kleinen Rat, dem zu dieser Zeit eigentlichen Kern der Macht.
Am 2. November 1289 starb der alte Doge Giovanni Dandolo. Entsprechend den „statuta et ordinamenta Veneciarum“ übernahmen der Kleine Rat und die Quarantia das regimen.

### Die Übernahme des Dogenamts
Pietro Gradenigo wurde im Alter von erst 38 Jahren zum Dogen gewählt. Zu dieser Zeit befand er sich noch als Podestà in Capodistria. Der Empfang, der ihm bei seiner Ankunft in Venedig bereitet wurde, war kühl, da die Volksmeinung für Baiamonte Tiepolo, den Enkel des Dogen Jacopo Tiepolo, sprach. Dieser hatte jedoch die Wahl abgelehnt und sich aus der Politik zurückgezogen. Er wollte einen Bürgerkrieg zwischen der Bevölkerung vermeiden, die ihn unterstützte und die ihn gerne durch Akklamation zum Dogen gewählt hätte, und der Mehrheit der sich immer deutlicher herausschälenden Aristokratie, die Tiepolo verdächtigte, die Alleinherrschaft in Venedig anzustreben.
Tatsächlich hatten erhebliche wirtschaftliche Schwierigkeiten den popolo minuto, vor allem die kleinen Handwerker und die Kleinhändler bedrängt. In ihrer Erinnerung standen die Dogen Jacopo und Lorenzo Tiepolo ihrer Gesellschaftsschicht näher. Die Grandi hatten zu dieser Zeit die Macht im Staatswesen noch nicht monopolisiert, die Masse der Bewohner konnte sich noch unmittelbar Gehör verschaffen. So forderten viele die Wahl des Jacopo Tiepolo, des Sohnes Lorenzos, selbst dann, wenn es mit dem seit einem Jahrhundert üblichen Wahlverfahren nicht vereinbar war. Am 22. November kam es, ausgelöst womöglich durch die Überlänge des Wahlprocederes, zu Unruhen. Tiepolo, der als umsichtig galt, „per fugir li odii et discordie che sarebbono seguite, volse absentarsi et se conferì nella sua villa de Marocho, dove spesse fiate ai soi piaceri dimorar soleva“, wie es Caroldo ausdrückt. Um also Hass und Zwietracht zu entgehen, die zu erwarten waren, verließ er die Stadt und zog sich in seine Villa de Marocho zurück, wo er sich auch ansonsten häufiger aufhielt.
Obwohl auch Pietro Gradenigo sich außerhalb der Stadt aufhielt, war er nicht nur gut informiert, sondern wohl auch der Kandidat der Grandi, die einen Mann suchten, der sich den Forderungen der unteren Schichten entgegenstellte. Der Rückzug Tiepolos dürfte kaum freiwillig vonstattengegangen sein. Die genaueste Analyse der Vorgänge, die für die Verfassungsentwicklung Venedigs so maßgeblich wurden, leistete wohl Daniele Barbaro. Tatsächlich erkennt er Analogien zu den Auseinandersetzungen auf dem Festland Italiens, nämlich zwischen Ghibellinen und Guelfen, auch kamen scharfe soziale Konflikte, wie sie die Kommunen Italiens durchlebten, hinzu. Die Protagonisten organisierten sich nur in der zeittypischen Form entsprechend den höchsten Autoritäten als Anhänger von Kaiser und Papst. Dabei hatten die Grandi keinerlei Interesse, ihre Vorrechte zu teilen. Der Konflikt mit den Tiepolo war mit der Wahlentscheidung nur aufgeschoben.
Am 25. November fiel die Wahl auf Pietro Gradenigo, den der Große Rat aufforderte, sofort nach Venedig zu kommen, um neue Konflikte zu vermeiden. Der Gewählte zog zwar feierlich in die Stadt ein, „ma non però con universal allegrezza et applauso del popolo, per causa, come ho detto, d'esser la fation contraria“, betont Daniele Barbaro (f. 6v). Der neue Doge zog also ohne Freude und Jubel des Volkes ein, weil er der Gegenfaktion angehörte. Die eigentliche Amtsübernahme erfolgte am 3. Dezember 1289.

### Außenpolitik

#### Krieg mit Genua (1296–1299), Umkreis der Lagune
Außenpolitisch wurde Venedig in eine Reihe von Kriegen verwickelt, allen voran mit Genua. Nach einer Reihe von Überfällen beider Parteien auf die gegnerischen Stützpunkte, kam es am 8. September 1298 vor der dalmatinischen Küste zur Seeschlacht bei Curzola. Die venezianische Flotte unter dem Kommando des Andrea Dandolo unterlag den Genuesen unter Lamba Doria, der mit einem Überraschungsmanöver die Schlacht zu seinen Gunsten entscheiden konnte. Venedig verlor 84 von 95 Galeeren. Unter den Gefangenen waren auch Andrea Dandolo, der sich der Schmach der Gefangenschaft durch Selbstmord entzog, sowie Marco Polo, der in der Gefangenschaft seinen Reisebericht (Il Milione) verfasste. Genuas Verluste an Schiffen und Soldaten waren allerdings nicht weniger schwer. In Venedig wurde die Niederlage als Schande und Demütigung empfunden. Eine Beendigung des Krieges gelang unter Vermittlung des Mailänders Marco Visconti. Die politischen Folgen waren demzufolge gering. Im Frieden von Mailand vom 25. Mai 1299, der von Matteo Visconti, Karl II. von Neapel und Papst Bonifatius VIII. vermittelt wurde, gelang es, die Kontrolle über die Adria und die Handelsrechte im Schwarzen Meer zu sichern (vgl. Wirtschaftsgeschichte der Republik Venedig).
1304 kam es erneut zu einem Krieg mit Padua, 1309 mit dem Patriarchen von Aquileia, 1310 rebellierte Zara abermals.

#### Krieg gegen den Kirchenstaat (1308–1313)
Viel gravierender war der Konflikt mit Papst Clemens V. um Ferrara, ein Krieg, der sich von 1308 bis 1313 hinzog. Venedig wurde während des Krieges, dessen treibende Kraft der Doge selbst war, am 16. Oktober 1308 und erneut am 27. März 1309 exkommuniziert. Gradenigo sprach sich fast ausschließlich mit dem Kleinen Rat und den drei Häuptern der Quarantia ab. Während die Verantwortung, als der Krieg zu scheitern drohte, auf den Großen Rat abgewälzt wurde, wurden zugleich die öffentlichen und privaten Vermögen der Stadt auf das schwerste belastet. Dennoch erkannten die Venezianer, dass der Papst vor allem deshalb kirchliche Strafen einsetzte, um seine weltlichen Ziele zu verfolgen. Dies erzeugte einen Patriotismus in Venedig, hinter dem die eskalierenden inneren Konflikte lange verborgen blieben.
Immerhin konnte ein Handelsvertrag mit dem Sultan von Ägypten abgeschlossen werden.

### Wirtschaft
1291 wurden alle Glasbläser-Werkstätten wegen der von den Brennöfen ausgehenden Brandgefahr auf die Insel Murano verlegt. Die Glasproduktion wurde zu einer der einträglichsten Industriezweige der Stadt. Die Meister der Glasbläser wurden als Geheimnisträger betrachtet, auf die Weitergabe von technologischem Wissen stand die Todesstrafe. Die Glasindustrie verfügte über eine Spitzentechnologie, denn bereits im frühen 13. Jahrhundert konnte man Augengläser herstellen und die ersten großen Fensterscheiben wurden in Venedig hergestellt.
Ebenso herausragend war der venezianische Bootsbau. Unter Gradenigo wurde das Arsenal erweitert, ein Hanfspeicher mit einer Seilerei für die Schiffstaue wurde errichtet, die auch die Sehnen für die Armbrüste herstellte.
Auswärtige Kunsthandwerker, die sich mit ihren Familien dauerhaft in der Stadt ansiedeln wollten, konnten bereits nach zwei Jahren das Bürgerrecht erhalten, das sonst außerordentlich schwierig und erst nach jahrelanger Wartezeit zu erreichen war. Seidenweber, die aus Lucca ausgewiesen worden waren, durften sich in Venedig ansiedeln. Die Seidenweberei wurde zu einem zweiten, einträglichen Produktionszweig von Luxusgütern, für die Venedig berühmt wurde.

### Dieserratades Großen Rates

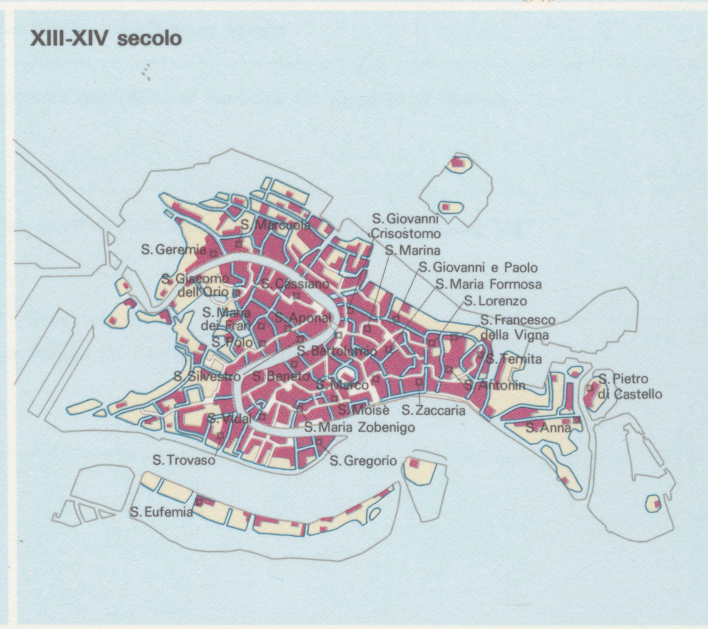
Karte der Inseln Venedigs im 13./14. Jahrhundert

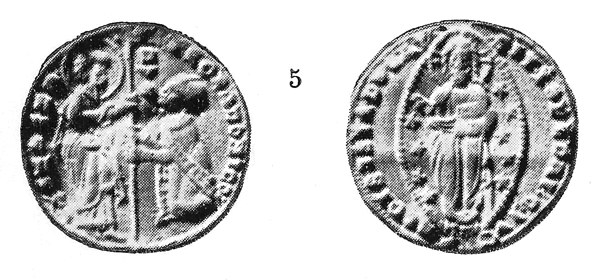
Unter Gradenigo geprägte Münze

Der Ausbau des Arsenals und der privaten Reeden ab 1304 legte das Fundament für die zukünftig noch stärkere Flottenmacht Venedigs. Auf der anderen Seite trieb der Doge nebst den einflussreichen Familien die Spaltung der Gesellschaft in eine Gruppe der wirtschaftlich und politisch Teilhabenden und den Rest der Bevölkerung weiter voran. Die homines novi und die populares sollten auf diese Weise endgültig von der Macht ferngehalten werden.
1296 kam von Seiten der Quarantia, des Rates der Vierzig, eines Gerichtshofes, der sich als Vertreter der Aristokratie sah, ein Vorschlag, das Wahlsystem und den Großen Rat zu reformieren. Die Vorgänge bei der Wahl Tiepolos, bei der das Volk die Wahl des Dogen durchgesetzt hatte, hatten zu tiefen Beunruhigungen in der Aristokratie geführt. Die alte Angst der führenden Familien, einer der ihren könnte die Alleinherrschaft an sich reißen, führte schon seit 1172 zu einem immer ausgeklügelteren System der Machtbalance, bei der der Doge immer mehr Macht einbüßte, bis er schließlich nur noch eine Repräsentationsfigur war.
Mit der serrata, die auf das Jahr 1297 datiert wird (wenn es sich auch um einen längeren Prozess handelte), wurden die formalen Bedingungen einer Zugehörigkeit zum Großen Rat, und damit die Möglichkeit, den Dogen zu wählen bzw. als Doge gewählt zu werden, für die nächsten Jahrhunderte festgelegt. Mit der ‚Schließung‘ des Großen Rates („serrata“) hielten die dominierenden Familien Venedigs Emporkömmlinge von den Regierungsgeschäften fern, was allerdings nie vollständig gelang. Aber dieser Ausschluss betraf nicht nur diese Geschäfte, sondern auch den Fernhandel, bei dem die führenden Familien bevorteiligt wurden, und die Möglichkeit, staatliche Posten zu besetzen, deren Zahl rapide zunahm. Die Ausübung dieser gehobenen Positionen wurde geradezu zum Signum der venezianischen Nobili – ein Begriff, der in der Literatur teils als Adel, teils als Patriziat aufgefasst wird. Von dieser Regel gab es nur wenige Ausnahmen, wie den Großkanzler im Dogenpalast, der auf Lebenszeit gewählt wurde.
Die serrata war das Ergebnis einer längeren Entwicklung, wie Jahrzehnte der Forschung nachweisen konnten, und wurde erst im 14. Jahrhundert im Wesentlichen abgeschlossen. 1297 wurde der Große Rat in seiner Mitgliederzahl erheblich erweitert und es wurden zunächst Listen von für den Großen Rat wählbaren Männern aufgestellt, die anfangs keineswegs zwingend von früheren Ratsmitgliedern abstammen mussten. Am 19. Juli 1314 wurde beschlossen, dass sich jeder, der in den Großen Rat gewählt werden wollte, in die von der Quarantia geführten Listen einzutragen hatte. Am 8. Januar 1317 wurde eine Revision dieser Listen beschlossen und für unberechtigte Eintragungen eine hohe Geldstrafe festgesetzt. Erst am 27. September 1323 wurde geklärt, dass zum Großen Rat nur zugelassen war, wessen Vater oder Großvater bereits im Großen Rat gesessen hatte. Erst am 31. August 1506 wurde die Eintragung der Kinder der ratsfähigen Familien in ein Geburtsregister (Libro d’oro di nascita) geregelt und seit dem 26. April 1526 gibt es das Libro d’oro dei matrimoni, in dem die Eheschließungen der Mitglieder des Großen Rates verzeichnet wurden. Diese beiden handschriftlich geführten Listen wurden – dann als ‚Goldenes Buch‘ („Libro d’Oro“) bezeichnet – erst im 18. Jahrhundert gedruckt: Nomi, cognomi, età de’ veneti Patrizi viventi, e de’ genitori loro defonti, con croce distinti. Matrimoni, e figli d’essi. Nel Libro d'oro registrati (ab 1714), Protogiornale per l’anno ad uso della Serenissima Dominante Città di Venezia (ab 1759), Nuovo Libro d’oro che contiene i nomi, e l’età de’ Veneti Patrizi (1797). Erwachsene, rechtsfähige Männer, die eine Abstammung aus alten Familien nachweisen konnten, und, wie in einer Reihe italienischer Staaten, in einem Libro d’Oro eingetragen waren, wurden bei Erreichen der entsprechenden Altersgrenze automatisch Mitglied im Großen Rat.
Das neue Gesetz sollte zunächst probeweise für ein halbes Jahr eingeführt werden, kam aber de facto ab diesem Zeitpunkt dauerhaft zur Anwendung. Der Ausschluss eines großen Teils der Bevölkerung von der Teilhabe an der Macht und die praktische Einführung einer Oligarchie gilt als ein wesentlicher Grund für die ungewöhnliche Stabilität der Seerepublik, die von den verbreiteten Kämpfen um die Alleinherrschaft einer Familie, wie in den italienischen Stadtrepubliken, verschont blieb.
Roberto Cessi warf 1951 die Frage auf, ob in der Zeit um 1297 die Übernahme eines der hohen Ämter dem entsprechenden Amtsträger die Zugehörigkeit zum „Adel“, der „nobilitas“ eintrug, oder ob umgekehrt die Abkömmlinge der tribunizischen Familien Zugang zu Ämtern wie den iudices oder den sapientes hatten. Die Bezeichnung als „Serrata“ taucht erst im 15. Jahrhundert auf. Schon seit 1207 war es bei der Wahl in den Großen Rat und in die anderen zentralen Gremien zu erheblichen Veränderungen gekommen. So wurde die Herkunft der Elektoren, die die Wahl in die jeweiligen Ämter und Gremien durchführten, von großer Bedeutung. Venedig wurde dabei in 35 Wahldistrikte eingeteil, die trentacie. Jedes Jahr bestimmten jeweils drei dieser trentacie einen Elektor. Diese konnten nicht nur Männer aus ihrem eigenen Distrikt wählen, sondern auch andere Kandidaten. Doch ab 1230 wurde das Sestiere die Basis dieser Wahlen. Damit wurde offenbar auf die Mobilität der großen Familien innerhalb der Stadt Rücksicht genommen. Doch obwohl dementsprechend viele Männer als Repräsentanten ihres Sestieres auftauchten, lebte doch eine erhebliche Zahl von ihnen in einem anderen Sestiere. Schließlich erschienen gegen Ende des 13. Jahrhunderts Kandidaten, die gar nicht mehr in ihrem „Wahlbezirk“ lebten. Die großen Familien waren, aufgeteilt in verschiedene Zweige (rami) überall in der Stadt präsent. Damit stellte sich bald die Frage, wer denn diese Familien repräsentieren sollte. Die Familie Gradenigo, die ursprünglich aus Grado stammte, war eine der ältesten Familien. Sie war in Cannaregio ansässig, wo sie die Kirche Santi Apostoli errichten ließ. Ab dem 12. Jahrhundert lebte ein anderer Zweig der Familie in San Luca, im Sestiere San Marco. Anfang des 13. Jahrhunderts finden sie sich bereits in San Paternian (S. Marco), San Simeone (S. Croce), San Bartolomeo (S. Marco), Santa Marina (Castello) und in San Provolo (S. Marco). Die Vertretung der großen Familien durch ihre angesehensten Männer änderte sich insofern, als nun alle erwachsenen Angehörigen das Recht hatten, dort einzuziehen. In den Sitzungen des Großen Rates der Jahre 1293 bis 1297 war die Familie mit 16 Angehörigen vertreten. Vier stammten aus Castello, fünf aus S. Polo, sechs aus S. Marco und einer aus Cannaregio. Nach 1297, als das Vorschlagsrecht von den Elektoren auf die Quarantia überging, wurde das Prinzip der Territorialität aufgegeben, und zwar zugunsten der Zugehörigkeit zu bestimmten Familien. Nach 1436 wurde auch die Prüfung durch die Quarantia aufgegeben, denn der alte Weg, die Zugehörigkeit zum Großen Rat zu erlangen, wurde offenbar gar nicht mehr genutzt.
Doch eine weitere Veränderung der Jahre ab 1297 ist von erheblicher Bedeutung. Es waren nicht mehr Elektoren, die dem Territorialitätsprinzip entsprechend auftraten und die Neumitglieder wählten, sondern nur noch der Kleine Rat und der Doge selbst bestimmten die Elektoren. Die Frage der Zugehörigkeit wurde also auf die höchste Staatsebene verlagert. Damit verlagerten sich die politischen Operationen von den Sestieri in den Dogenpalast. So wurden sowohl das Haus, die casa, daher Casata, die lokale Bindung durch den gemeinsam bewohnten Stadtpalast also, von zentraler Bedeutung für das politische und gesellschaftliche Ränkespiel, wie die Zweige der jeweiligen Familie mit ihren Allianzen, ihrer Heiratspolitik, ihrer Familiensolidarität, ihrem Geschenkverkehr, wie insgesamt der Art des gesellschaftlichen Umgangs. Dementsprechend wurden bei Wahlen oftmals Angehörige der zugehörigen „Familie“ ausgeschlossen.

### Durchsetzung eines Regiments derGrandi, die Verschwörung des Baiamonte Tiepolo (1310)
Die Neuaufsteiger und die populares erkannten schnell die Folgen der Reformen. Sie äußerten mehr oder weniger gewaltbereit ihren Widerstand. Daniele Barbaro (f. 17r) schreibt wenige Monate später: „Così se viveva all'hora adoncha nella città, con odio, con rancor et con suspetto dall'una parte et dall'altra […] et perzò ne seguirno molti scandoli et molti tumulti“, man lebte also in einer Stadt voller Hass, Intrigen und Misstrauen, was zu zahlreichen Skandalen und Tumulten führte.
Zunächst führte die Durchsetzung der serrata zu innenpolitischen Unruhen, weniger von Seiten der neureichen, jetzt ausgeschlossenen Familien, sondern durch Aristokraten, die sich bei der letzten Dogenwahl übergangen fühlten. Die Rebellion wurde 1304 von Marino Bocconio ausgelöst, zahlreiche Popolanen versuchten in den Saal des Großen Rates einzudringen und dort aufgenommen zu werden. Sie verließen sich auf die Worte des Dogen, ihre Unterstützer blieben inkonsequent, gegen Waffengewalt waren sie machtlos. Wie Barbaro glaubt, wusste der Doge, dass sie nicht die Liebe, sondern die Furcht stillhalten ließ (f. 20r).
Des Dogen außenpolitische Misserfolge, seine antipäpstliche Politik und sein Nepotismus verstärkten die Unzufriedenheit, so dass es schließlich zu einem von Baiamonte Tiepolo angeführten Umsturzversuch kam, dessen Drahtzieher die Querini und die Badoer waren. Baiamonte sollte als Doge eingesetzt werden. Auslöser war ein Versuch, den Grafen Doimo di Veglia in den Kleinen Rat zu wählen, obwohl dies einem Beschluss des Großen Rates vom 12. Januar 1267 widersprach. Damit eskalierte ein Streit um eine Verfassungsfrage, denn die Grandi setzten seinen Einzug in das mächtige Gremium durch.
Für die Aufständischen war der Doge das Haupthindernis bei der Wiederherstellung der Verfassung. In der Nacht vom 14. auf den 15. Juni 1310 sollten zwei bewaffnete Gruppen, die eine geführt von Marco Querini, die andere von Baiamonte Tiepolo, in einem Überraschungsangriff den Dogen und seine Unterstützer töten. Doch dieser war vorbereitet und attackierte die Männer Marco Querinis, der dabei ums Leben kam. Die anderen Männer unter Baiamonte Tiepolo mussten sich überstürzt zurückziehen. Badoero Badoer wurde gehenkt, eine lange Liste der Aufständischen wurde schnell zum Tode oder zu Verbannung verurteilt. Die überaus harten Urteile trafen auch Verwandte, Freunde oder solche, die ihre Unzufriedenheit äußerten. Die „ghibellini“ hatten auf der ganzen Linie gesiegt. Damit sicherte sich ein kleiner Kreis von Familien, der sich gegenüber dem Rest der Bevölkerung immer schärfer abgrenzte, die Macht und später auch zahlreiche wirtschaftliche Vorrechte.
Baiamonte gelang jedoch die Flucht. Die übrigen Verschwörer wurden bestraft oder verbannt, während 15 Freunde des Dogen in den Großen Rat aufgenommen wurden.
Einen Monat nach dem Aufstand wählte der Große Rat den Consiglio dei Dieci, den Rat der Zehn, der zunächst mit Polizei- und Kontrollfunktionen ausgestattet wurde, und dessen vordringliche Aufgabe es war, die Verschwörer ausfindig zu machen und sie zu bestrafen, aber auch weitere Aufstände zu unterbinden. Diese zunächst vorläufige Einrichtung wurde am 10. Juli 1335 zu einer Dauereinrichtung, die mit extrem weitgehenden Kompetenzen ausgestattet wurde. Sie entwickelte sich allmählich zum mächtigsten Gremium der Stadt.

### Tod und Beisetzung auf Murano
Pietro Gradenigo starb nur kurze Zeit nach der Niederschlagung des Aufstands am 13. August 1311. Er wurde ohne besondere Ehren auf Murano in der Klosterkirche San Cipriano begraben, die ab 1837 zerstört wurde. Sofort kursierten Gerüchte, er sei vergiftet worden.
Einer der Gründe für das unangemessene und wenig feierliche Begräbnis des Dogen, zudem an einem für einen Dogen abseitigen Ort, war die Tatsache, dass er noch immer exkommuniziert war. Der wichtigere Grund war aber wohl die Befürchtung, dass es bei seinem Begräbnis zu neuerlichen Tumulten oder gar zur Rückkehr des Tiepolo kommen könnte. Gian Giacomo Caroldo schreibt, der ganzen Stadt habe es gefallen, dass der Doge endlich tot war. Ihn habe man für die Ursache der vielen Kriege mit all ihren Schäden gehalten, für die Konspiration des „Beomonte“ und vor allem für den Konflikt mit der Kirche, der Zensur und Interdikte folgten (f. 233v–234r).
Stefano Giustinian, den der Große Rat zunächst als Dogen wählen wollte, lehnte die Wahl ab und zog es vor, als Mönch in das Benediktinerkloster San Giorgio Maggiore zu gehen. Am 23. August fiel die Wahl auf Marino Zorzi, einen Patrizier, der weniger für seine politische Erfahrung als für seinen moralischen Lebenswandel und seine Frömmigkeit bekannt war, und der ‚der Heilige‘ genannt wurde.

### Rechtsetzende Quellen und Briefe
- Staatsarchiv Venedig: Maggior Consiglio, Deliberazioni, Liber Luna, f. 132v; Liber Zaneta, f. 294v, 312r, 341r; Liber Magnus et Capricornus, f. 6r, 8r.
- Staatsarchiv Venedig: Cancelleria inferiore, Notai, busta 219, Notaio Marco della Vigna (Testament des Pietro Gradenigo mit Datum vom 14. September 1309).
- Museo Correr: Girolamo Priuli: Pretiosi frutti del Maggior Consiglio della Serenissima Repubblica Veneta o vero racolta d’huomini segnalati nobili, Manuskript von 1619, II, f. 103r.
- Georg Martin Thomas: Diplomatarium Veneto-Levantinum sive Acta et Diplomata Res Venetas Graecas atque Levantis illustrantia, 2 Bde., Venedig 1880/1899, Nachdruck New York 1966, Bd. I, Venedig 1880, S. 1 f., 13, 19, 23, 26, 28, 33, 43, 46, 48, 50, 55, 59, 62, 75 f., 78, 85 f.
- Roberto Cessi (Hrsg.): Deliberazioni del Maggior Consiglio di Venezia, III, Bologna 1934, S. 248–252, 396, 417; Bd. I, Bologna 1950, S. 289, 292, 301.
- Gisella Graziato (Hrsg.): Le promissioni del doge di Venezia dalle origini alla fine del Duecento, Venedig 1986, S. 132 f.
- Mauro Macchi: Storia del Consiglio dei dieci, Bd. I, Mailand 1864, S. 69–71 (Quellen zur Gründung und Verstetigung des Rates der Zehn zwischen 1310 und 1335, erste Auflage bereits 1847). (Digitalisat)
- Erwin Fenster: Der Auslandsbrief Kaiser Andronikos‘ II. an den Dogen Pietro Gradenigo vom August 1296 in: Byzantinoslavica 56 (1995) 189–200.

### Genealogien
- Staatsarchiv Venedig, Misc. codd., I, St. veneta, reg. 20: Marco Barbaro, Antonio Maria Tasca: Arbori de’ patritii veneti, f. 53, 59, 71, 77; 56 (Fortsetzung der Famiglie nobile venete des Barbaro durch Tasca als Arbori dei patritii veneti ricoppiati con aggiunte di Antonio Maria Fosca, 7 Bde., reg. 17–23).
- Biblioteca Marciana, Ms It. Cl. VII 15–18 (8304–8307): Girolamo Alessandro Cappellari Vivaro: Campidoglio veneto, II, f. 580 f.

### Erzählende Quellen
- Roberto Pesce (Hrsg.): Cronica di Venexia detta di Enrico Dandolo. Origini - 1362, Centro di Studi Medievali e Rinascimentali «Emmanuele Antonio Cicogna», Venedig 2010, S. 105–115.
- Ester Pastorello (Hrsg.): Andrea Dandolo, Chronica per extensum descripta (= Rerum Italicarum Scriptores XII,1), Nicola Zanichelli, Bologna 1938, Nachdruck Bottega d’Erasmo, Turin 1973, S. 326, 370 f. (Chronica brevis).
- Lorenzo De Monacis: Chronicon de rebus Venetis ab U.C. ad annum MCCCLIV, hrsg. v. F. Corner, Venedig 1758, S. 274.
- Roberto Cessi, Fanny Bennato (Hrsg.): Venetiarum historia vulgo Petro Iustiniano Iustiniani filio adiudicata, Venedig 1964, S. 189, 194–196, 205 f., 210, 299.
- Șerban V. Marin (Hrsg.): Gian Giacomo Caroldo. Istorii Veneţiene, Bd. II, De la alegerea dogelui Marino Morosini la moartea dogelui Bartolomeo Gradenigo (1249–1342) [Von der Wahl des Dogen Marino Morosini bis zum Tod des Dogen Bartolomeo Gradenigo (1249–1342)], Bukarest 2009, f. 128r, 141v-142r. (vgl. Historie venete dal principio della città fino all’anno 1382).
- Cronaca veneta dall’anno 1280 all’anno 1413 attribuita a Daniele Barbaro, f. 5v–6r, 7v, 15v–17r, 24r, 27r, 29r–v, 35r, 46r, 51r–v, 52r, 53v; 63.
- Staatsarchiv Venedig (Miscellanea codici, I serie, 74): P[ietro]. Gradenigo, Memorie istorico-cronologiche spettanti ad ambasciatori della Serenissima Repubblica di Venezia spediti a vari principi, f. 372r (vgl. Maria Pia Pedani: Elenco degli inviati diplomatici veneziani presso i sovrani ottomani, in: EJOS, V (2002), No. 4, 1–54 (online, PDF))
- Staatsarchiv Venedig, Misc. codd., III, Codici Soranzo, 21: Historia veneta scritta da Gio. Giacomo Caroldo… in forma di cronica dalla fondazione di Venetia sino l’anno 1361, f. 194r–v, 217r–v, 218v–219r, 233v–234r.
- Bibliothek des Civico Museo Correr, Codd. Cicogna, 2329: Storia delle famiglie venete persistenti con le particolarità degli uomini illustri che figurano nella Repubblica, f. 34v.
- Museo Correr, Codd. Gradenigo, 133/I, f. 35r, 37r, 71r, 76rv, 78r–79v, 204r.
- Museo Correr, Mss. it., cl. VII, 192 (= 8230): Vita del doge Bartolammeo Gradenigo scritta dal n.h. ser Piero Gradenigo qm Giacomo, S. 6.
- Giovanni Monticolo (Hrsg.): Marco Sanuto: Le vite dei dogi, I, XXII, 4, S. 9.
- Flaminio Corner: Creta sacra sive de episcopis utriusque ritus graeci et latini in insula Cretae, Venedig 1755, S. 318, 331, 334.
- Francesco Sansovino: Venetia città nobilissima et singolare, Descritta in XIIII. libri, Venedig 1581, S. 488, 565 f.

## Literatur

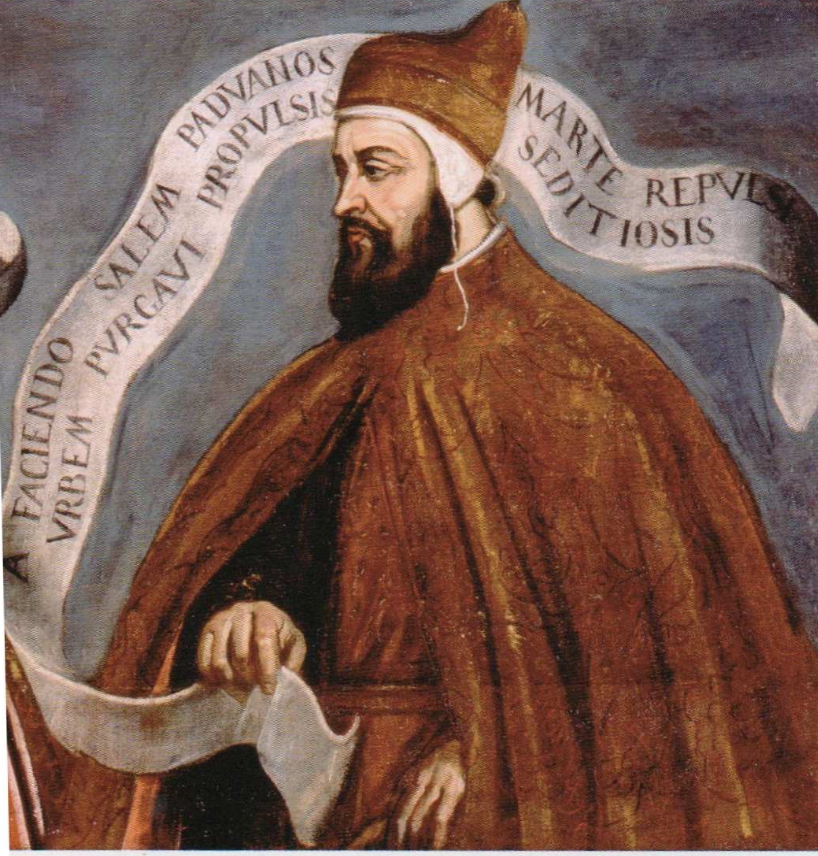
Domenico Tintoretto: Darstellung des Dogen im Dogenpalast, die in einem Spruchband seine Verdienste hervorhebt. Das Bildnis ist eines der 38 Doppel-Dogenporträts im Saal des Großen Rates.

### Zu den Gradenigo und zu Baiamonte Tiepolo
- Franco Rossi: Gradenigo, Pietro, in: Dizionario Biografico degli Italiani 58 (2002) 344–349.
- Giuseppe Gullino: Una famiglia nella storia: i Gradenigo, in: Marino Zorzi, Susy Marcon (Hrsg.): Grado, Venezia, i Gradenigo, Venedig 2001, S. 138 f., 141.
- Franco Rossi: Quasi una dinastia: i Gradenigo tra XIII e XIV secolo, in: Marino Zorzi, Susy Marcon (Hrsg.): Grado, Venezia, i Gradenigo, Venedig 2001, S. 155–159, 162–170, 187.
- Cristoforo Tentori: Il vero carattere politico di Baiamonte Tiepolo, Venedig 1798, S. 13, 24–26, 28–33, 35, 37, 39, 48, 50–54, 57–59, 61, 64, 66–69, 94, 102. (Digitalisat)

### Als Teil übergreifender Darstellungen
- Francesco Verdizzotti: De’ fatti veneti dall’origine della Repubblica sino all’anno M.D.IIII, I, Venedig 1674, S. 201, 207, 216. (Digitalisat)
- Marco Foscarini: Della letteratura veneziana libri otto, I, Padua 1752, S. 162 f.
- Samuele Romanin: Storia documentata di Venezia, II, Venedig 1854, S. 309, 315, 323 f., 343; III, Venedig 1855, S. 8, 11, 24–26, 29, 49 f., 80 f., 83, 85, 90, 115.
- Nicolò Papadopoli: Le monete di Venezia, I, Venedig 1893, S. 140 f.
- Enrico Besta: Il Senato veneziano. Origine, costituzione, attribuzioni e riti, Venedig 1899, S. 89 f.
- Giovanni Soranzo: La guerra fra Venezia e la S. Sede per il dominio di Ferrara (1308–1313), Città di Castello 1905, S. 43, 67 f., 70 f., 91, 103–105, 132, 143, 179 f.
- Giuseppe Maranini: La costituzione di Venezia, I: Dalle origini alla serrata del Maggior Consiglio, Florenz 1927, S. 342, 344, 350; II: Dopo la serrata del Maggior Consiglio, Florenz 1927, S. 274 f., 278.
- Andrea Da Mosto: I dogi di Venezia con particolare riguardo alle loro tombe, Ferdinando Ongania, Venedig [1939], S. 70–72 (Digitalisat, PDF); neu aufgelegt unter dem Titel I Dogi di Venezia, Florenz 1983, zuletzt 2003.
- Andrea Da Mosto: I dogi di Venezia nella vita pubblica e privata, ND Mailand 1960, S. 115–119.
- Giorgio Cracco: Società e Stato nel Medioevo veneziano (secoli XII–XIV), Florenz 1967, S. 325, 327, 355 f., 363 f., 366, 396.
- Giovanni Scarabello: Le dogaresse, in: Gino Benzoni (Hrsg.): I dogi, Mailand 1982, S. 172.
- Ennio Concina: L’Arsenale della Repubblica di Venezia, Mailand 1984, S. 28.
- Dorit Raines: Cooptazione, aggregazione e presenza al Maggior Consiglio: le casate del patriziato veneziano, 1297–1797, in: Storia di Venezia I (2003) 1–64, hier: S. 12 f. (online)
- Benjamin Kohl: The Serrata of the Greater Council of Venice, 1282–1323: the documents, in: Michael Knapton, John E. Law and Alison A. Smith (Hrsg.): Venice and the Veneto during the Renaissance. The Legacy of Benjamin Kohl, Firenze University Press, 2014, S. 3–34 (hrsg. von Reinhold C. Mueller; Quellen zur Serrata von 1282 bis 1323 mit englischen Übersetzungen auf S. 8–32, insges. 28 Dokumente). (academia.edu)